# Mona Schallau
| jaar | rang enkelspel | rang dubbelspel |
| ---- | -------------- | --------------- |
| 1975 | 17             | –               |
| 1976 | 20             | –               |
| 1977 | 27             | –               |
| 1978 | 57             | –               |
|      |                |                 |
| 1980 | 76             | –               |

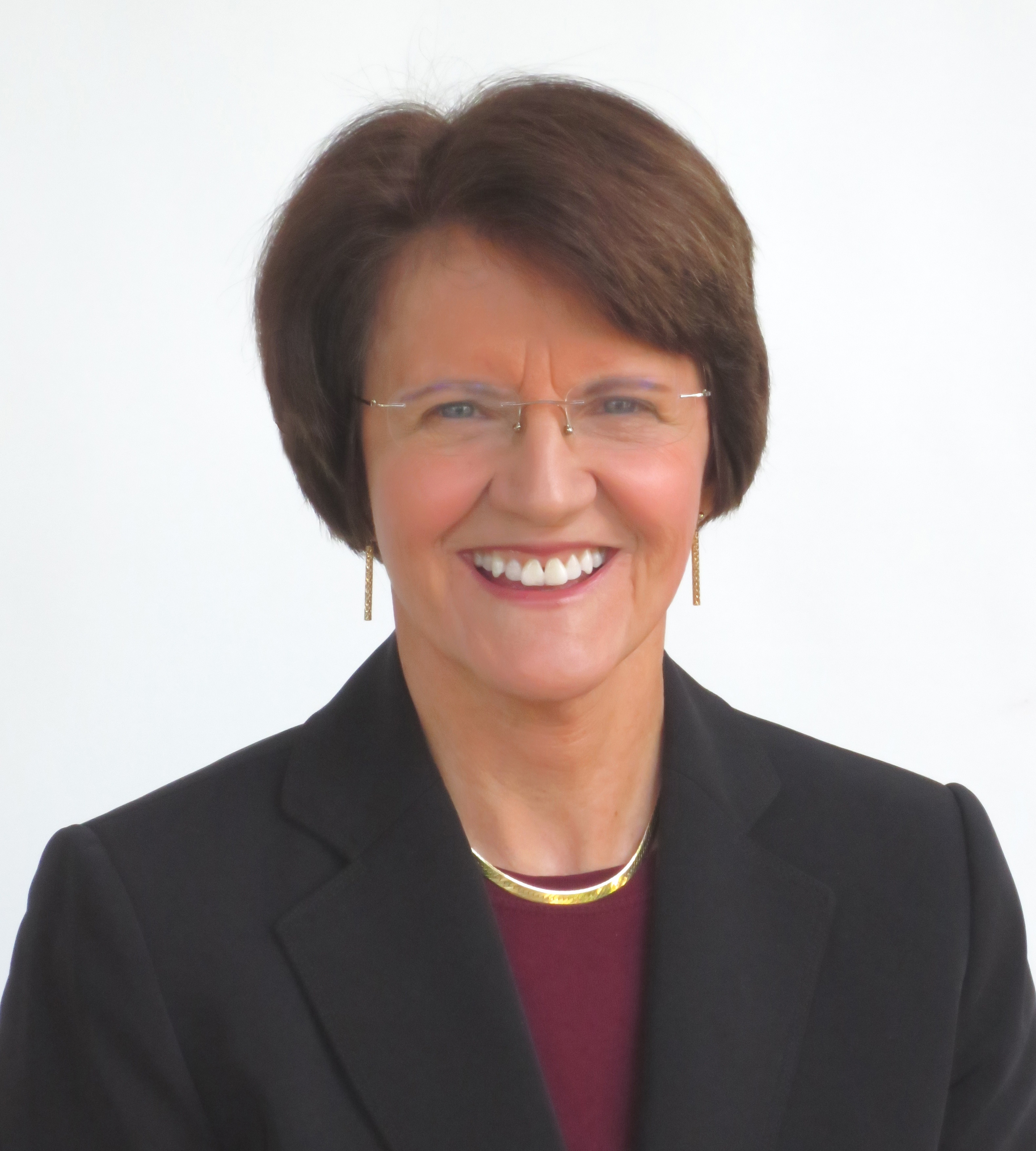
Anne Guerrant in 2012

Ramona (Mona) Anne Schallau (Marengo, 28 november 1948) is een voormalig tennisspeelster uit de Verenigde Staten van Amerika. Schallau begon met tennis toen zij elf jaar oud was. Zij speelt rechtshandig. Zij was actief in het internationale tennis van 1971 tot en met 1980.

## Persoonlijk
Op 25 oktober 1975 trad Schallau in het huwelijk met Terry Guerrant. Daarna nam zij aan toernooien deel onder de naam Mona Guerrant. Sinds ongeveer 1985 noemt zij zich Anne Guerrant.

## Loopbaan

### Jeugd
Schallau groeide op in Iowa City, in een gezin van zeven kinderen waarin veel aan sport werd gedaan. Op tienjarige leeftijd had zij graag Little League baseball willen spelen, maar ze mocht niet meedoen omdat ze een meisje was. Daarom leerde zij tennis van een van haar broers. Zij vroeg haar moeder om een tennisracket, en die besteedde haar opgespaarde Sperry & Hutchinson Green Stamps om een racket te kunnen kopen. De Iowa City High School was niet voorzien van meisjessporten, maar de jonge Mona overreedde het schoolbestuur om zich aan te sluiten bij de Iowa Girls High School Athletic Union – daardoor kon zij deelnemen aan tennistoernooien van de staat Iowa. Zo werd Schallau ontdekt door Don Klotz, de tenniscoach van de Universiteit van Iowa, die haar gratis les gaf tot ze klaar was met High School. Aansluitend kreeg zij in 1967 een studiebeurs aan het Rollins College in Winter Park (Florida). Daar nam zij deel aan het nationale inter-college-tennis, waarbij zij werd verkozen om de Verenigde Staten te vertegenwoordigen op de Zomeruniversiade 1970 in Turijn. Toen zij in 1971 haar studie met een graad in gedragswetenschap afrondde, was de WTA-tour (toen nog Virginia Slims Circuit geheten) net uit de startblokken, en Schallau besloot de tennissport beroepsmatig te gaan beoefenen.

### Enkelspel
Reeds in 1968 werd Schallau gesignaleerd op het National Women's Collegiate Tournament in Northfield (Minnesota). In januari 1970 bereikte zij de finale van het Florida State-kampioenschap in Orlando – zij verloor de eindstrijd van landgenote Stephanie Johnson. In juni nam zij nogmaals deel aan het National Women's Intercollegiates-toernooi in Las Cruces (New Mexico), waar zij in de halve finale werd uitgeschakeld door de latere winnares, de zes maanden jongere Laura duPont. Een jaar later in Las Cruces was de kwartfinale haar eindstation. Dat jaar, 1971, speelde zij voor het eerst op een grandslamtoernooi, op het US Open – daar strandde zij al in de eerste ronde. Aan het eind van het jaar bereikte Schallau haar eerste professionele finale, op het Australisch gravelkampioenschap in Brisbane – de Australische Evonne Goolagong was echter een maatje te groot voor haar. In 1972 veroverde Schallau haar eerste WTA-titel, op het toernooi van Auckland, door de Nieuw-Zeelandse Marilyn Pryde te verslaan. Een tweede enkelspeltitel, zij het niet op het internationale circuit, won zij in januari 1973 op het Pacific Coast Indoors-toernooi in Portland (Oregon), waar zij in de finale afrekende met landgenote Marita Redondo.
Haar hoogste notering op de nationale ranglijst van de Verenigde Staten is de zesde plek. In december 1975 bereikte zij op de WTA-ranglijst de 17e plaats. Naar eigen zeggen klom zij in 1976 nog naar de 11e positie van de wereldranglijst. Haar beste resultaat op de grandslamtoernooien is het bereiken van de kwartfinale, op het Australian Open december 1977.

### Dubbelspel
Schallau behaalde in het dubbelspel betere resultaten dan in het enkelspel. In januari 1970 op het Florida State-kampioenschap in Orlando (waar zij de enkelspelfinale verloor) won zij de titel in het dubbelspel, samen met landgenote Margie Cooper. In januari 1972 op de Tasmanian Championships in Hobart, waar zij de enkelspelfinale verloor van Sovjet-Russin Olga Morozova, won zij met de Australische Janet Young de dubbelspeltitel. Een week later in Nieuw-Zeeland op het BP New Zealand Open van Auckland won zij, naast de enkelspeltitel, ook die in het dubbelspel, geflankeerd door landgenote Ann Lebedeff. In totaal won Schallau negen dubbelspeltitels op WTA-niveau, waarvan drie in 1976 met landgenote Ann Kiyomura. Ook in 1976 met Kiyomura bereikte zij de finale van het WTA-kampioenschap dubbelspel – zij verloren deze van Billie Jean King (VS) en de Nederlandse Betty Stöve.
Haar beste resultaat op de grandslamtoernooien is het bereiken van de finale, op het Australian Open december 1977 samen met de Australische Kerry Reid. Omdat deze finale, wegens regen, niet werd gespeeld, deelden zij de titel met het Australische koppel Evonne Cawley en Helen Cawley.

#### Gemengd dubbelspel
In deze discipline bereikte Guerrant tweemaal de kwartfinale op het US Open: in 1976 samen met de Australiër Allan Stone en in 1977 aan de zijde van een andere Australiër Ross Case.

### Tennis in teamverband
In de jaren 1974–1976 maakte Schallau deel uit van het Amerikaanse team in de Wightman Cup – in 1976 gingen zij met de beker naar huis.

### Bestuursfuncties
In de beginjaren van de Women's Tennis Association was Schallau voorzitter van de toernooiencommissie (Tournament Committee), waarbij zij meewerkte aan de eerste richtlijnen voor de WTA-tour. Ook was zij voorzitter van de ranglijstcommissie (Ranking Committee), waarbij zij hielp de eerste computerprogramma's voor de WTA-ranglijst in te voeren.

## Na het beroepstennis
Guerrant stopte met haar professionele loopbaan in december 1980 – haar laatste toernooi was in Tucson (Arizona) waar zij in het enkelspel de kwartfinale en in het dubbelspel de halve finale bereikte. In 1981 kreeg zij een zoon. In 1995 werd zij opgenomen in de Des Moines Sunday Register's Iowa Sports Hall of Fame. Tot minimaal 2014 bleef zij tennissen, en titels winnen, op nationale toernooien. Op 65-jarige leeftijd won zij de enkelspeltitel op het USTA Women's National Grass Court 65s-toernooi van 2014 in Philadelphia.
Guerrant en haar echtgenoot waren ondernemers die in onroerend goed investeerden, van 1976 tot hun pensionering in 2005. In 2005 maakten zij een reis naar India, waar zij met eigen ogen zagen hoe kleine uitgeleende bedragen van grote betekenis waren voor kleine ondernemers, vaak vrouwen, in primitieve dorpen. Zij namen het besluit om dit type hulp te gaan verlenen, en zij richtten de Guerrant Foundation, Inc op. Naast eigen vermogen mobiliseerden zij ook sponsors en andere contribuanten, met (sinds 2009) als jaarlijks evenement het Battle of the Sexes Tennis Festival in Phoenix waarin mannen en vrouwen tegen elkaar tennisten.

## Palmares
| Legenda                |
| ---------------------- |
| Grandslamtoernooi      |
| Olympische Spelen      |
| Year-End Championships |
| Tier I                 |
| Tier II                |
| Tier III               |
| Tier IV & V            |

- Bron: [21]

### WTA-finaleplaatsen enkelspel
| nr.              | finale     | toernooi     | ondergrond | tegenstandster   | score    | ref    |
| ---------------- | ---------- | ------------ | ---------- | ---------------- | -------- | ------ |
| gewonnen finales |            |              |            |                  |          |        |
| 1.               | 1972-01-23 | WTA Auckland | gras       | Marilyn Pryde    | 6-2, 6-0 | [ 15 ] |
| verloren finales |            |              |            |                  |          |        |
| 1.               | 1971-12-19 | WTA Brisbane | gravel     | Evonne Goolagong | 1-6, 1-6 | [ 22 ] |
| 2.               | 1972-01-16 | WTA Hobart   | gras       | Olga Morozova    | 3-6, 3-6 | [ 18 ] |

### WTA-finaleplaatsen vrouwendubbelspel
| nr.              | finale     | toernooi          | ondergrond    | partner          | tegenstandsters                      | score                      | ref     |
| ---------------- | ---------- | ----------------- | ------------- | ---------------- | ------------------------------------ | -------------------------- | ------- |
| gewonnen finales |            |                   |               |                  |                                      |                            |         |
| 1.               | 1972-01-16 | WTA Hobart        | gras          | Janet Young      | Barbara Hawcroft Olga Morozova       | 6-3, 6-2                   | [ 18 ]  |
| 2.               | 1972-01-23 | WTA Auckland      | gras          | Ann Lebedeff     | Jeanette Amer Robyn Legge            | 6-1, 6-1                   | [ 15 ]  |
| 3.               | 1973-09-16 | WTA Saint Louis   |               | Karen Krantzcke  | Betty Stöve Pam Teeguarden           | 6-4, 7-6                   | [ 23 ]  |
| 4.               | 1973-09-23 | WTA Houston       | tapijt (i)    | Pam Teeguarden   | Françoise Dürr Betty Stöve           | 6-3, 5-7, 6-4              | [ 24 ]  |
| 5.               | 1976-02-08 | WTA Akron         | tapijt (i)    | Brigitte Cuypers | Glynis Coles Florența Mihai          | 6-4, 7-6                   | [ 25 ]  |
| 6.               | 1976-02-22 | WTA Detroit       | tapijt (i)    | Ann Kiyomura     | Chris Evert Betty Stöve              | 6-3, 6-4                   | [ 26 ]  |
| 7.               | 1976-03-21 | WTA Dallas        | tapijt (i)    | Ann Kiyomura     | Marita Redondo Greer Stevens         | 6-3, 4-6, 6-4              | [ 27 ]  |
| 8.               | 1976-03-28 | WTA Boston        | tapijt (i)    | Ann Kiyomura     | Rosie Casals Françoise Dürr          | 3-6, 6-1, 7-5              | [ 28 ]  |
| 9.               | 1978-04-02 | WTA Stuart        | gravel        | Helen Gourlay    | Renée Richards Zenda Liess           | 6-1, 6-3                   | [ 29 ]  |
| verloren finales |            |                   |               |                  |                                      |                            |         |
| 01.              | 1972-06-17 | WTA Beckenham     | gras          | Laura duPont     | Olga Morozova Sharon Walsh           | 6-8, 1-6                   | [ 30 ]  |
| 02.              | 1973-08-19 | WTA Wall Township | hardcourt (i) | Julie Anthony    | Françoise Dürr Betty Stöve           | 4-6, 4-6                   | [ 31 ]  |
| 03.              | 1973-09-30 | WTA Columbus (GA) | gravel        | Pam Teeguarden   | Françoise Dürr Betty Stöve           | 5-7, 5-7                   | [ 32 ]  |
| 04.              | 1974-09-29 | WTA Denver        | tapijt (i)    | Pam Teeguarden   | Françoise Dürr Betty Stöve           | 2-6, 5-7                   | [ 33 ]  |
| 05.              | 1974-10-13 | WTA Phoenix       | hardcourt     | Pam Teeguarden   | Françoise Dürr Betty Stöve           | 3-6, 7-5, 3-6              | [ 34 ]  |
| 06.              | 1975-03-23 | WTA Dallas        | tapijt (i)    | Julie Anthony    | Françoise Dürr Betty Stöve           | 6-7, 2-6                   | [ 35 ]  |
| 07.              | 1976-01-25 | WTA Washington    | tapijt (i)    | Wendy Overton    | Olga Morozova Virginia Wade          | 6-7, 2-6                   | [ 36 ]  |
| 08.              | 1976-02-29 | WTA Sarasota      | tapijt (i)    | Ann Kiyomura     | Martina Navrátilová Betty Stöve      | 1-6, 0-6                   | [ 37 ]  |
| 09.              | 1976-04-26 | WTA Tokio         | tapijt (i)    | Ann Kiyomura     | Billie Jean King Betty Stöve         | 3-6, 2-6                   | details |
| 10.              | 1977-12-17 | WTA Sydney        | gras          | Kerry Reid       | Evonne Cawley Helen Cawley           | 0-6, 0-6                   | [ 38 ]  |
| 11.              | 1977-12-31 | Australian Open   | gras          | Kerry Reid       | Evonne Cawley Helen Cawley           | niet gespeeld wegens regen | details |
| 12.              | 1978-01-22 | WTA Houston       | tapijt (i)    | Greer Stevens    | Billie Jean King Martina Navrátilová | 6-7, 6-4, 6-7              | [ 39 ]  |
| 13.              | 1978-04-16 | WTA Hilton Head   | gravel        | Greer Stevens    | Billie Jean King Martina Navrátilová | 3-6, 5-7                   | [ 40 ]  |

## Resultaten grandslamtoernooien
| Legenda | Legenda                          |
| ------- | -------------------------------- |
| g.t.    | geen toernooi gehouden           |
| l.c.    | lagere categorie                 |
| –       | niet deelgenomen                 |
| G       | uitgeschakeld in de groepsfase   |
| 1R      | uitgeschakeld in de eerste ronde |
| 2R      | uitgeschakeld in de tweede ronde |
| 3R      | uitgeschakeld in de derde ronde  |
| 4R      | uitgeschakeld in de vierde ronde |
| KF      | uitgeschakeld in de kwartfinale  |
| HF      | uitgeschakeld in de halve finale |
| F       | de finale verloren               |
| W       | het toernooi gewonnen            |
| w-v     | winst/verlies-balans             |

### Enkelspel
| toernooi        | 1971 | 1972 | 1973 | 1974 | 1975 | 1976 | 1977 | 1977 | 1978 |
| --------------- | ---- | ---- | ---- | ---- | ---- | ---- | ---- | ---- | ---- |
| Australian Open | –    | 2R   | –    | –    | 2R   | –    | –    | KF   | –    |
| Roland Garros   | –    | 4R   | 1R   | –    | –    | –    | –    | –    | –    |
| Wimbledon       | –    | 2R   | 3R   | 4R   | –    | 3R   | –    | –    | 2R   |
| US Open         | 1R   | 2R   | –    | 1R   | 2R   | 1R   | 4R   | 4R   | –    |

### Vrouwendubbelspel
| toernooi        | 1971 | 1972 | 1973 | 1974 | 1975 | 1976 | 1977 | 1977 | 1978 |    | 1980 |
| --------------- | ---- | ---- | ---- | ---- | ---- | ---- | ---- | ---- | ---- | -- | ---- |
| Australian Open | –    | KF   | –    | –    | –    | –    | –    | F    | –    | –  |      |
| Roland Garros   | –    | 1R   | HF   | –    | –    | –    | –    | –    | –    | –  |      |
| Wimbledon       | –    | 2R   | KF   | HF   | –    | 3R   | –    | –    | HF   | 3R |      |
| US Open         | 1R   | 1R   | KF   | KF   | 1R   | HF   | 1R   | 1R   | –    | –  |      |

### Gemengd dubbelspel
| toernooi        | 1972   | 1973   | 1974   |            | 1976       | 1977       | 1977       | 1978 | w-v |
| --------------- | ------ | ------ | ------ | ---------- | ---------- | ---------- | ---------- | ---- | --- |
| Australian Open | – geen | – geen | – geen | toernooi – | toernooi – | toernooi – | toernooi – | 0-0  |     |
| Roland Garros   | 1R     | 1R     | –      | –          | –          | –          | –          | 0-1  |     |
| Wimbledon       | –      | –      | 2R     | –          | –          | –          | 2R         | 0-2  |     |
| US Open         | 3R     | –      | –      | KF         | KF         | KF         | –          | 6-3  |     |